# Tony Leblanc
Ignacio Fernández Sánchez, conocido por su nombre artístico Tony Leblanc (Madrid, 7 de mayo de 1922 - Villaviciosa de Odón, 24 de noviembre de 2012) fue un actor, humorista, director, guionista y compositor musical de pasodobles español.
El apellido de su nombre artístico, "Blanc", es debido al segundo apellido paterno, al que el actor añadió el artículo "Le" delante.

## Biografía

### Infancia y juventud
Hijo único de Ignacio Fernández Blanc, natural de Uclés, y María Sánchez López (1886-1967), aseguraba en todas las entrevistas e incluso en su biografía que nació en la sala de tapices de Goya del Museo del Prado de Madrid donde su padre trabajaba como vigilante nocturno y posteriormente como conserje de la Puerta de Velázquez, el 7 de mayo de 1922 cuando su madre fue a visitarlo al museo. El propio Tony Leblanc también trabajó durante un tiempo en este mismo lugar como botones y ascensorista. Lo bautizaron en la Iglesia de San Lorenzo y recibió la primera comunión en la de San Nicolás. 
En su adolescencia fue aficionado al boxeo, llegando a ser campeón de Castilla de los pesos ligeros «amateur», al tiempo que participaba en el teatro de aficionados. También fue jugador de fútbol, concretamente portero del Chamberí en Tercera División,  consiguiendo parar dos penaltis decisivos al Real Club Deportivo Carabanchel para ascender a Tercera División en la temporada 1947/1948.

### Trayectoria
Excelente bailarín de claqué (ganó un concurso en el Circo Price), participó como boy en el espectáculo Repóker de corazones , estrenado  el 12 de octubre de 1940, en el Teatro de la Zarzuela. En 1941, entra en la compañía de Celia Gámez y trabaja en tres espectáculos durante dos años en el Teatro Eslava.
Cinematográficamente, debuta en 1945 en la famosa cinta Los últimos de Filipinas (de Antonio Román). Su estrellato se extiende desde la segunda mitad de la década de 1950 y en la práctica totalidad de los sesenta en títulos entrañables del cine español de entonces: Manolo, guardia urbano (1956) de Rafael J Salvia, El Tigre de Chamberí (1957), de Pedro Luis Ramírez, Las muchachas de azul (1957), Los tramposos (1959),  Luna de verano (1959) ambas dirigidas por Pedro Lazaga), El día de los enamorados (en 1959, de Fernando Palacios), Las chicas de la cruz roja (en 1960, de Rafael J. Salvia), Tres de la Cruz Roja (en 1961, de Fernando Palacios), Una isla con tomate (1962) o Historias de la televisión (en 1964, de José Luis Sáenz de Heredia). En algunas películas forma pareja artística con Concha Velasco o con Marujita Díaz en películas como Y después del cuplé (1959) o El pescador de coplas (1953). Hizo trío cómico-artístico con José Luis Ozores y Manolo Gómez Bur. En claro encuadre popular, no aparece en ninguna película que sea ajena a la comedia fácil o a las concesiones a la taquilla, encasillándose en papeles reiterativos con los sempiternos realizadores del momento (Ozores, Sáenz de Heredia, Palacios, Salvia, Lazaga).
En esa época cosecha igualmente éxitos sobre los escenarios como las célebres revistas Te espero en el Eslava (1957-1958) Ven y ven...al Eslava (1958-1959), ambas junto a Nati Mistral. Estos triunfos le animan a escribir sus propias revistas, como ¡Todos contra Todos! que interpreta en 1962 con Juanito Navarro, Antonio Casal y Addy Ventura y su continuación Todos con ella (1963).
Igualmente, auténtico pionero de la televisión en España, durante los años cincuenta y sesenta compaginó su carrera cinematográfica con especiales de humor, actuaciones cómicas varias y algunos programas propios en TVE, como Las Gomas (1956), La Goleta (1957), Gran Parada (1963-1964), El que dice ser y llamarse (1965), En órbita (1967), Cita con Tony Leblanc (1969) y Canción 71 (1971).
Tras éxitos teatrales como Paloma palomita palomera o Esta es mi vida (1975) se le agrava una antigua dolencia que lo deja semiinválido y lo aparta de la actividad profesional, pero antes realiza una de sus mejores actuaciones en El astronauta (1970, de Javier Aguirre) y en (1970) El dinero tiene miedo remake del clásico de Rafael Gil El hombre que se quiso matar y El dinero tiene miedo (1970)
Tony Leblanc decidió retirarse del cine en 1975 después de rodar Tres suecas para tres rodríguez, dedicándose solo al teatro y recibiendo la Medalla al Mérito en el Trabajo en 1980. Un grave accidente de tráfico ocurrido el 6 de mayo de 1983 truncaría definitivamente su carrera teatral. El accidente le dejó incapacitado temporalmente. Con posterioridad, elaboró el guion de la comedia La terrible verdad de mis cuentos (1987) y publicó el poemario En la otra orilla de mi vida (1987). Igualmente, recibió en 1993 el Premio Goya de honor.
Después de casi quince años retirado del cine, Santiago Segura, tras verle por televisión en la entrega del Premio Isbert de Teatro en Albacete, lo rescató para su primera película de Torrente en 1998 donde conseguiría un Goya al Mejor Actor de Reparto. La recogida de este premio en enero de 1998 fue especialmente emotiva debido a la casi milagrosa recuperación del actor, que logró caminar después de haber permanecido en silla de ruedas. Segura contó de nuevo con él para continuar la saga de Torrente en los años 2001, 2005 y 2011.
En las últimas temporadas, desde 2001, participó en la serie de TVE Cuéntame cómo pasó interpretando a Cervan, un viejo y entrañable quiosquero. Desde abril de 2007, además, colaboró con Santiago Segura en el programa de humor Sabías a lo que venías, de La Sexta.
También produjo, dirigió y escribió varias películas, iniciándose en la dirección con El pobre García, comedia con Lina Morgan y Manolo Gómez Bur. No consiguió excesivos resultados comerciales con sus aventuras como productor, por lo que abandonó la carrera como director cinematográfico.
Es autor de un pasodoble de éxito: Cántame un pasodoble español, creado para la revista Lo verás y lo cantarás (1954), de la artista folclórica Lolita Sevilla; a raíz del cual continuó colaborando con ella en otros pasodobles:  Las piedras del camino, Te digo sinceramente o Un abanico español (este último con el Maestro Quiroga).
Su carrera como actor se puede resumir en dos etapas, la primera de treinta años (de los años 1945 a 1975) y la segunda de dieciséis años (de 1997 hasta 2012). En 2005 escribió su biografía, Esta es mi vida, y el 1 de octubre de 2007, sufrió un infarto de miocardio agudo, del que consiguió recuperarse.
El 10 de mayo de 2008 recibió un homenaje en el municipio donde llevaba treinta años viviendo, Villaviciosa de Odón (Madrid).
En el año 2011 volvió a la gran pantalla, interpretando a Gregorio, tío de José Luis Torrente, en la película Torrente 4. Ese mismo año, el Círculo de Escritores Cinematográficos le entregó la Medalla de Honor 2010 como reconocimiento a su dilatada trayectoria profesional.
Su nieto Ricardo, conocido artísticamente como Richy Leblanc, ha seguido sus pasos como actor y apareció junto a su abuelo en el largometraje Torrente 4: Lethal Crisis (2011) del director Santiago Segura.

### Fallecimiento
Falleció el 24 de noviembre de 2012 a la edad de 90 años, en su domicilio de Villaviciosa de Odón, Madrid, debido a un paro cardíaco. Padecía además cáncer de páncreas.
Fue enterrado en el cementerio de La Almudena de Madrid, junto a sus padres, Ignacio Fernández Blanc y María Sánchez López.
Poco después de su fallecimiento Santiago Segura confesó: «Me dijo que hiciese Torrente 5 rápido porque si no, no llegaba [...] Su mujer Isabel es como mi segunda madre».
Su esposa Isabel Páez de la Torre, bailarina sevillana, con quien tuvo ocho hijos y estuvo 63 años casada con Tony, falleció el 27 de junio de 2017 a los 85 años de edad tras una lucha contra el cáncer de médula.

## Filmografía selecta

### Cine
- Los últimos de Filipinas (Antonio Román, 1945)
- Por el gran premio (Pierre Caron, 1947)
- Barrio (Ladislao Vajda, 1947)
- Fuenteovejuna (Antonio Román, 1947)
- Dos cuentos para dos (Luis Lucia, 1947)
- Alhucemas (José López Rubio, 1948)
- La próxima vez que vivamos (Enrique Gómez, 1948)
- La cigarra (Florián Rey, 1948)
- La fiesta sigue (Enrique Gómez, 1948)
- Currito de la Cruz (Luis Lucia, 1949)
- ¡Fuego! (Arthur Duarte y Alfredo Echegaray, 1949)
- La Revoltosa (José Díaz Morales, 1949)
- 39 cartas de amor (Francisco Rovira Beleta, 1950)
- Servicio en la mar (Luis Suárez de Lezo, 1951)
- La danza del corazón (Ignacio Iquino, 1952)
- Segundo López, aventurero urbano (Ana Mariscal, 1953)
- El pescador de coplas (Antonio del Amo, 1954)
- Historias de la radio (José Luis Sáenz de Heredia, 1955)
- Hospital de urgencia (Antonio Santillán Esteban, 1956)
- Manolo guardia urbano  (Rafael J. Salvia, 1956)
- Un abrigo a cuadros (Alfredo Hurtado, 1957)
- Faustina (José Luis Sáenz de Heredia, 1957)
- Los ángeles del volante (Ignacio Iquino, 1957)
- Muchachas de azul (Pedro Lazaga, 1957)
- El tigre de Chamberí (Pedro Luis Ramírez, 1957)
- Historias de Madrid (Ramón Comas, 1958)
- Las chicas de la Cruz Roja (Rafael J. Salvia, 1958)
- Entierro de un funcionario en primavera (José María Zabalza, 1958)
- Secretaria para todo (Ignacio Iquino, 1958)
- Luna de verano (Pedro Lazaga, 1959)
- Parque de Madrid  (Enrique Cahen Salaverry, 1959)
- El día de los enamorados (Fernando Palacios, 1959)
- Los tramposos (Pedro Lazaga, 1959)
- Vida sin risas (Rafael J. Salvia, 1959)
- Y después del cuplé (Ernesto Arancibia, 1959)
- La fiel infantería (Pedro Lazaga, 1960)
- El hombre que perdió el tren (León Klimovsky, 1960)
- Días de feria (Rafael J. Salvia, 1960)
- Amor bajo cero (Ricardo Blasco, 1960)
- Don Lucio y el hermano Pío (José Antonio Nieves Conde, 1960)
- 091: Policía al habla (José María Forqué, 1960)
- Los económicamente débiles (Pedro Lazaga, 1960)
- Mi noche de bodas (Tulio Demicheli, 1961)
- Julia y el celacanto (Antonio Momplet,1961)
- Fantasmas en la casa (Pedro Luis Ramírez,1961)
- El pobre García (Tony Leblanc, 1961)
- Tres de la Cruz Roja  (Fernando Palacios, 1961)
- Los pedigüeños (Tony Leblanc, 1961)
- Las estrellas (Miguel Lluch, 1962)
- Sabían demasiado (Pedro Lazaga, 1962)
- Una isla con tomate (Tony Leblanc, 1962)
- Torrejón City (León Klimovsky, 1962)
- Historias de la televisión (José Luis Sáenz de Heredia, 1965)
- Hoy como ayer (Mariano Ozores, 1966)
- Los subdesarrollados (Fernando Merino, 1968)
- Los que tocan el piano (Javier Aguirre Fernández, 1968)
- La dinamita está servida (Fernando Merino, 1968)
- Una vez al año, ser hippy no hace daño (Javier Aguirre Fernández, 1969)
- El hombre que se quiso matar (Rafael Gil, 1970)
- El dinero tiene miedo (Pedro Lazaga, 1970)
- El astronauta  (Javier Aguirre Fernández, 1970)
- El sobre verde (Rafael Gil, 1971)
- La casa de los Martínez  (Agustín Navarro, 1971)
- Ligue Story (Alfonso Paso, 1972)
- Celos, amor y Mercado Común  (Alfonso Paso, 1973)
- Tres suecas para tres rodríguez (Pedro Lazaga, 1975)
- Torrente, el brazo tonto de la ley (Santiago Segura, 1998)
- Torrente 2: Misión en Marbella (Santiago Segura, 2001)
- Torrente 3: El protector (Santiago Segura, 2005)
- Torrente 4: Lethal Crisis (Santiago Segura, 2011)

## Premios

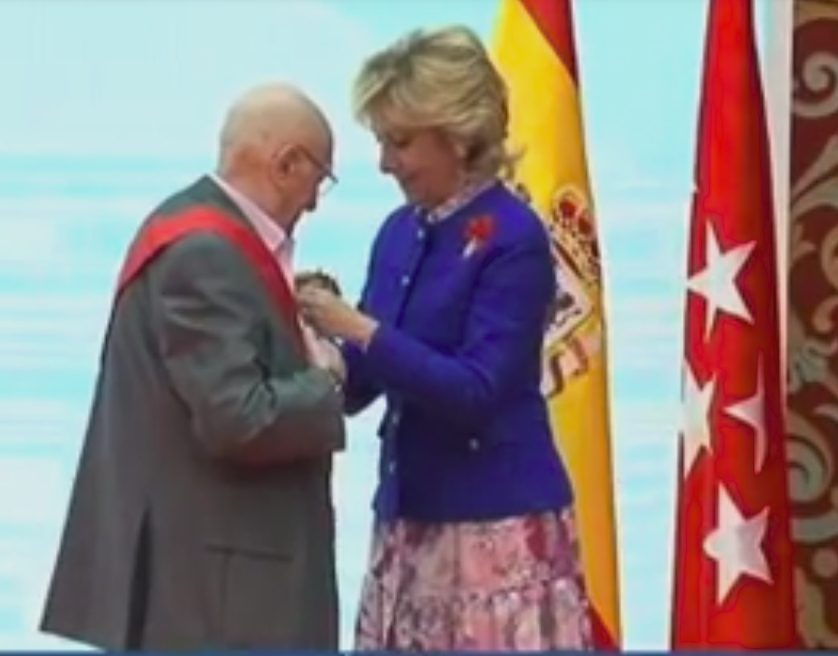
Condecorado en 2012

Premios Goya
| Año  | Categoría                                 | Película                           | Resultado |
| ---- | ----------------------------------------- | ---------------------------------- | --------- |
| 1994 | Goya de Honor                             | Goya de Honor                      | Ganador   |
| 1999 | Mejor interpretación masculina de reparto | Torrente, el brazo tonto de la ley | Ganador   |

Medallas del Círculo de Escritores Cinematográficos
| Año  | Categoría        | Resultado |
| ---- | ---------------- | --------- |
| 2010 | Medalla de honor | Ganador   |

Otros reconocimientos
- Medalla de Plata al Mérito en el Trabajo (12/05/1980).[21]
- Medalla de Oro del Círculo de Bellas Artes.
- Premio de Interpretación del Sindicato del Espectáculo.
- Medalla de Oro al Mérito en el Trabajo (07/12/2001).[22]
- Medalla de Oro al Mérito en las Bellas Artes (15/02/2002).[23]
- II Premio Nacional de Teatro ''Pepe Isbert'' (concedido por los Amigos de los Teatros de España).
- Fue Presidente de honor de los Amigos de los Teatros de España (AMITE).
- Medalla de Oro de AMITE (2010).
- Estrella en el paseo de la fama de Madrid (2011).
- Caballero Gran Cruz de la Orden del Dos de Mayo (02/05/2012).[24]
- Premio Feroz de Honor a toda una carrera
- Premio Málaga-Sur (Este galardón reconoce cada año la trayectoria de un actor o actriz que a fecha de su entrega tenga nacionalidad legal española)
- Medalla de oro (Este galardón reconoce cada año la trayectoria de un profesional en cualquier categoría del cine, plataformas de vídeo bajo demanda o televisión que a fecha de su entrega tenga nacionalidad legal española)
- Mejor interpretación masculina de reparto por Cervan Contreras en la serie Cuéntame cómo pasó.